# Read All About It (Part III)
Singles de Emeli Sandé
My Kind of Love
(2012) Wonder
(2012)
Pistes de Our Version of Events
Hope Tiger
Read All About It (Part III) est une chanson de l'artiste écossaise Emeli Sandé, sortie le 28 août 2012 sous forme numérique. 5e single extrait de son premier album studio Our Version of Events (2012), le single est produit par Gavin Powell. La chanson est écrite par Stephen Manderson, Iain James, Tom Barnes, Ben Kohn, Pete Kelleher et par Emeli Sandé. Il s'agit de la suite du titre Read All About It, single de Professor Green auquel a collaboré Emeli Sandé.

## Formats et liste des pistes
| 1. | Read All About It (feat. Emeli Sandé)                             | 3:55 |
| 2. | Read All About It (Instrumental Version)                          | 3:54 |
| 3. | Read All About It (Cahill Remix) [feat. Emeli Sandé])             | 6:21 |
| 4. | Read All About It (Nu:Tone Remix) [feat. Emeli Sandé] [Explicit]) | 5:11 |

| 1. | Read All About It (Tutto quello che devi sapere) (feat. Dolcenera) | 3:55 |

## Classements et certifications
| Classement (2012)                    | Meilleure position |
| ------------------------------------ | ------------------ |
| Australie (ARIA)                     | 40                 |
| Autriche (Ö3 Austria Top 75)         | 4                  |
| Belgique (Ultratop 50 Flanders)      | 24                 |
| Belgique (Ultratop 40 Wallonia)      | 3                  |
| Danemark (Tracklisten)               | 20                 |
| Europe (Euro Digital Songs)          | 2                  |
| France (SNEP)                        | 7                  |
| Allemagne (Media Control AG)         | 5                  |
| Hongrie (Single Top 40)              | 17                 |
| Irlande (IRMA)                       | 5                  |
| Luxembourg Digital Songs (Billboard) | 5                  |
| Nouvelle-Zélande (RMNZ)              | 38                 |
| Pays-Bas (Mega Single Top 100)       | 5                  |
| Roumanie (Top 100)                   | 26                 |
| Écosse (OCC)                         | 3                  |
| Suède (Sverigetopplistan)            | 20                 |
| Suisse (Schweizer Hitparade)         | 3                  |
| Royaume-Uni (UK Singles Chart)       | 3                  |

| Classement (2011)              | Position |
| ------------------------------ | -------- |
| Royaume-Uni (UK Singles Chart) | 38       |

| Pays              | Certification | Ventes  |
| ----------------- | ------------- | ------- |
| Australie (ARIA)  | Or            | 35 000  |
| Autriche (IFPI)   | Or            | 15 000  |
| Belgique (BEA)    | Or            | 15 000  |
| Danemark (IFPI)   | Or            | 15 000  |
| Royaume-Uni (BPI) | Or            | 400 000 |
| Suisse (IFPI)     | Platine       | 60 000  |

## Historique de sortie
| Pays        | Date            | Format                                     | Label          |
| ----------- | --------------- | ------------------------------------------ | -------------- |
| Royaume-Uni | 13 février 2012 | Téléchargement numérique (album seulement) | Virgin Records |
| Royaume-Uni | 25 août 2012    | Mainstream radio                           | Virgin Records |